# 6 Armia (Cesarstwo Niemieckie)

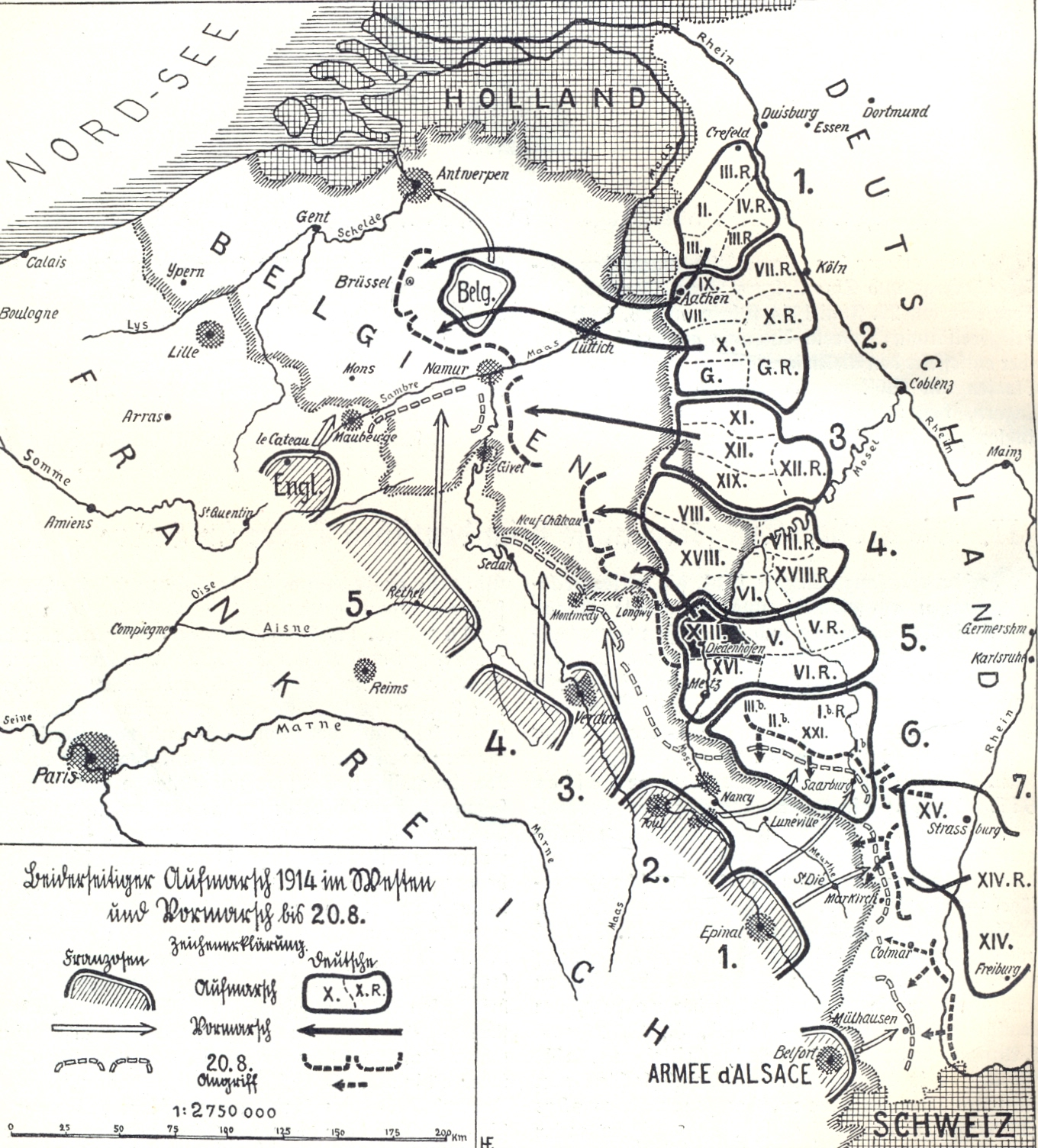
Rowiniecie niemieckich armii na froncie zachodnim w sierpniu 1914

6 Armia  (niem. 6. Armee)  – związek operacyjny Armii Cesarstwa Niemieckiego. 
W sierpniu 1914 rozwinięto w Niemczech do etatów wojennych związki operacyjne (armie). Tak zmobilizowaną 6 Armię Polową wysłano do walk na front zachodni.

## Struktura organizacyjna
Skład od 2 VIII 1914 do 20 IX 1915:
- dowództwo armii
- XXI Korpus Armijny[b]
- XXIV Rezerwowy Korpus Armijny[c]
- I Królewsko-Bawarski Korpus Armijny[d]
- II Królewsko-Bawarski Korpus Armijny
- III Królewsko-Bawarski Korpus Armijny[e]
- I Królewsko-Bawarski Rezerwowy Korpus Armijny
- III Korpus Kawalerii
- 58 Mieszana Brygada Landwehry